# Avenida Jean-Médecin
La Avenue Jean Médecin es una avenida del centro de Niza (Francia).

## Situación y acceso
La Avenue Jean Médecin es uno de los ejes principales de circulación norte-sur de la ciudad de Niza. En nizardo, se denomina oficialmente avenguda Jouan-Medecin, consòu de Nissa. Constituye la calle comercial principal de Niza y es conocida por los nizardos simplemente como l'Avenue («la avenida»).

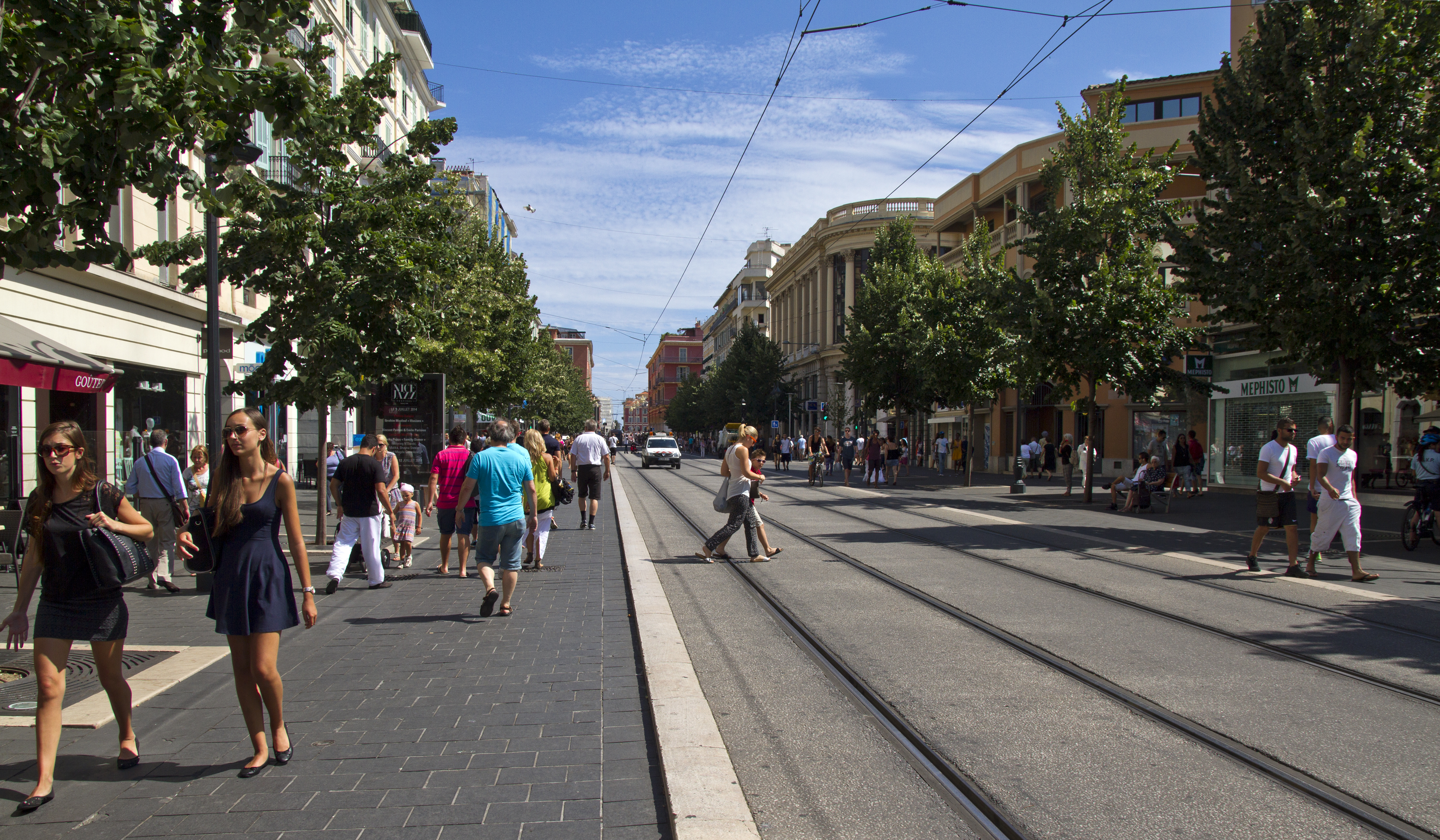
La avenida vista hacia el sur, hacia la Place Masséna.

Empezando en el lado norte de la Place Masséna, la Avenue Jean Médecin se dirige hacia el norte hasta la línea férrea Marsella-Ventimiglia. En este lugar, tras pasar por debajo de los puentes que llevan la circunvalación de Niza (Voie Mathis) y la línea de ferrocarril, es prolongada por la Avenue Malausséna, que lleva el nombre de otro antiguo alcalde de Niza.
Los ejes que prolongan la avenida al norte siguen utilizando el antiguo valle natural Saint-Michel, aunque actualmente su arroyo está soterrado y discurre bajo las vías de circulación. La Avenue Jean Médecin se cruza con importantes ejes de circulación este-oeste de la ciudad: la Rue de la Liberté y la Rue de l'Hôtel des Postes, la Rue du Maréchal Joffre y la Rue Pastorelli, el Boulevard Victor Hugo y el Boulevard Dubouchage, la Avenue Thiers y el Boulevard Raimbaldi.
Mientras la parte meridional de la avenida, cerca de la Place Masséna, es más elegante y presenta un marcado carácter turístico, la parte septentrional tiene un carácter más popular. Esta diferencia se aprecia también en los barrios que la rodean.
En la Avenue Jean Médecin se encuentran los principales grandes almacenes de la ciudad, cada uno de los cuales podría ser objeto de un artículo ya que su negocio ha ido cambiando y adaptándose tanto a la clientela local como a los turistas. Se encuentran también en ella las sedes en Niza de los grandes bancos franceses: el edificio de Crédit Lyonnais, construido en 1890 siguiendo el proyecto de Sébastien-Marcel Biasini; el edificio de BNP Paribas, edificado en 1921 y diseñado por Charles Dalmas; y la célebre sucursal de Société Générale que robó Albert Spaggiari en 1976. El resto de la avenida contiene un multicine llamado Pathé Masséna con siete salas de cine, en el número 31; la basílica de Notre-Dame, inaugurada en 1868 y escenario de un atentado terrorista en 2020; y el centro comercial Nicetoile, en el número 30.
Otros edificios interesantes desde el punto de vista arquitectónico son el edificio de la belle époque Riviera, construido en 1913, que tiene seis plantas y 10 000 metros cuadrados y está ocupado actualmente por un Fnac, así como, un poco más al sur, un edificio de estilo art déco que alberga una tienda de la cadena Monoprix. En la parte meridional de la avenida está el edificio de Galeries Lafayette, establecidas aquí desde 1916, con su fachada de color ocre rojizo y soportales de estilo turinés.

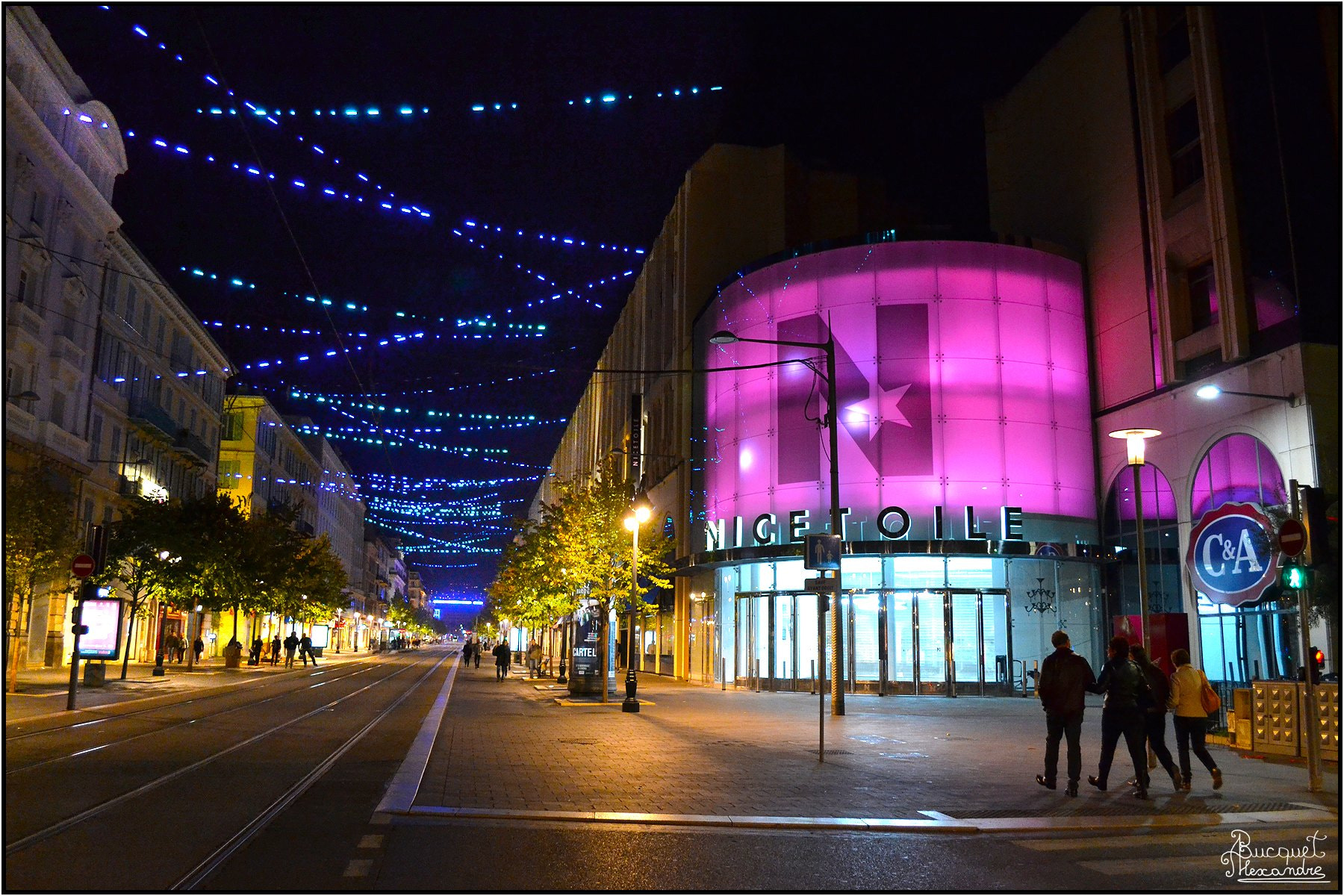
L'Amorse du bleu y el centro comercial Nicetoile.

Entre 2003 y 2007, la avenida fue sometida a importantes obras de remodelación bajo tierra y en la superficie para permitir el paso de la línea 1 del tranvía de Niza. Desde diciembre de 2008 es casi completamente peatonal, con excepción de la línea del tranvía. El centro de la avenida está cubierto con miles de diodos azules que se iluminan por la noche. Constituyen una obra del artista plástico Yann Kersalé, especialista en la utilización de la luz, titulada L'Amorse du bleu e inaugurada con ocasión del fin de las obras del tranvía. En la avenida se encuentran cuatro paradas servidas por dos líneas del tranvía; de norte a sur son Gare Thiers (línea 1), Jean Médecin (línea 1), Jean Médecin (línea 2) y Masséna (línea 1).

## Origen del nombre

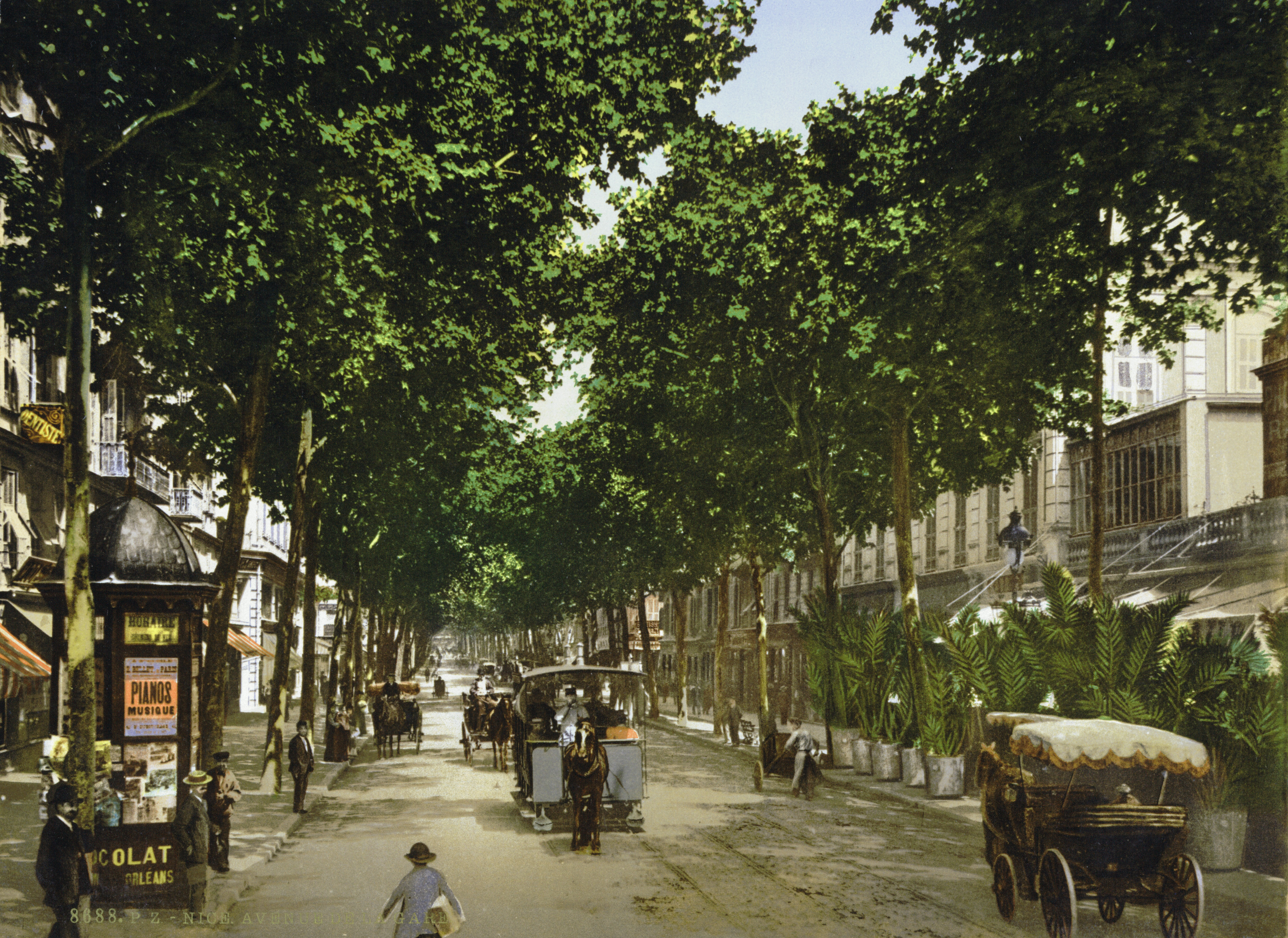
La Avenue de la Gare entre 1890 y 1905.

El nombre de esta avenida hace referencia al abogado y político francés Jean Médecin (1890-1965), que fue alcalde de Niza desde 1928 hasta 1943 y desde 1947 hasta 1965.

## Historia

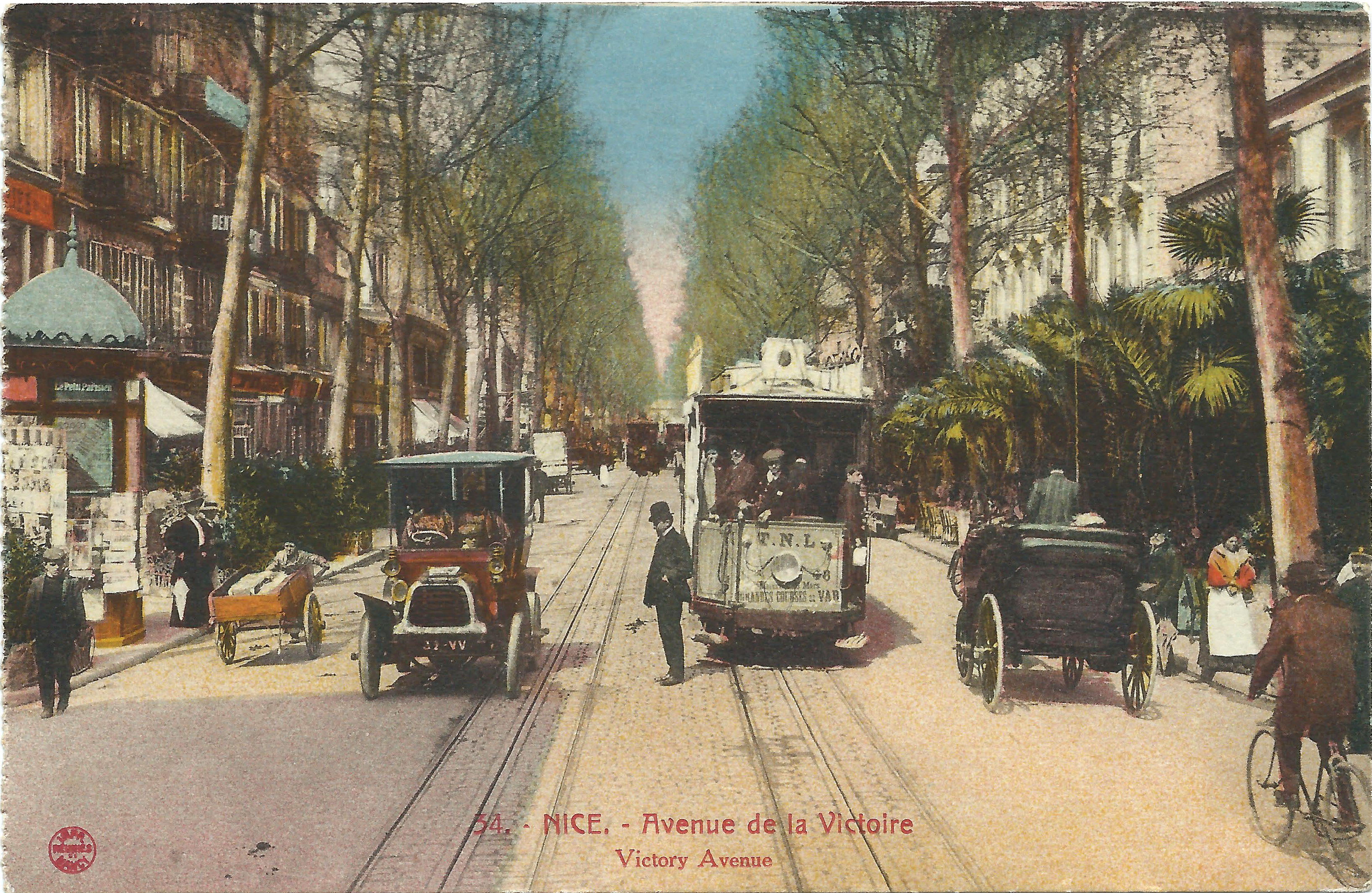
Postal de la Avenue Jean Médecin, entonces Avenue de la Victoire (1922).

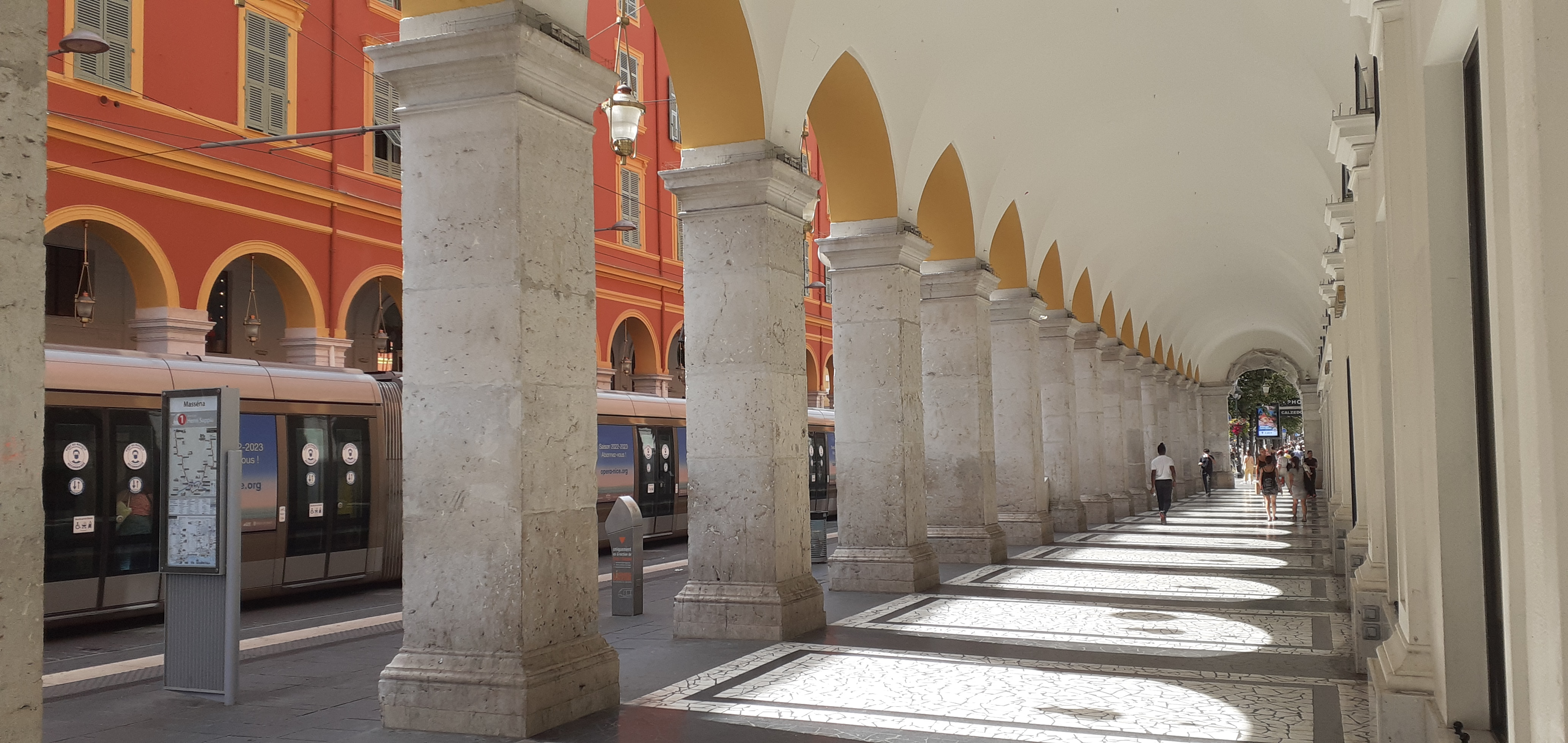
Los soportales de la Avenue Jean Médecin.

Trazada en 1864, poco después de la anexión del Condado de Niza a Francia en 1860 y de acuerdo con el plano regulador general de la ciudad elaborado durante la época de los Saboya por el Consiglio d'Ornato («Consejo de Embellecimiento»), la vía se estableció sobre un valle natural, el valle Saint-Michel, a partir de la Place Masséna, siguiendo el eje del Puente Nuevo sobre el río Paillon (demolido posteriormente, en 1882, cuando se soterró el río). Esta arteria expresó la voluntad de las autoridades de la época de organizar la ampliación de la ciudad moderna por la orilla derecha del Paillon.
Esta vía ha recibido sucesivamente las siguientes denominaciones:
- Valle Saint-Michel antes de su urbanización.
- Avenue du Prince-Impérial durante el Segundo Imperio, en honor al príncipe imperial Luis Napoleón Bonaparte. Además, el Gobierno de Napoleón III había participado efectivamente en su construcción.[11]
- Avenue de la Gare a partir de 1870, cambio de nombre debido a la caída del Segundo Imperio y elegido porque es el eje principal que conduce desde el centro histórico de Niza a la Estación de Niza-Ciudad (en francés: gare de Nice-Ville), inaugurada en 1867.[11]
- Avenue de la Victoire a partir de 1918, justo tras el fin de la Primera Guerra Mundial, de acuerdo con una decisión tomada en un consejo municipal extraordinario que se celebró el día del armisticio del 11 de noviembre.[11]
- Avenue Jean Médecin a partir de 1966, en honor a Jean Médecin, que fue alcalde de Niza en el siglo xx, desde 1928 hasta 1943, y posteriormente desde 1947 hasta 1965.[9]

## Lugares de interés
La avenida ha acogido durante mucho tiempo el desfile de las flores del Carnaval de Niza. Los carros descienden la avenida en medio de la multitud hasta la Place Masséna. Actualmente, su paso no es posible debido al tranvía y su alimentación eléctrica.
Fue caminando bajo los soportales de esta avenida, en julio de 1947, donde las nueve primeras notas de la canción y futuro éxito internacional C'est si bon (fa, mi, mi bemol, fa, sol, la, sol, fa, re) vinieron a la mente del compositor nizardo Henri Betti.